# 若林晃弘
若林 晃弘（わかばやし あきひろ、1993年8月26日 - ）は、東京都中野区出身のプロ野球選手（内野手、外野手）。右投両打。北海道日本ハムファイターズ所属。
実父は横浜大洋ホエールズに所属していた若林憲一。

## 経歴

### プロ入り前
幼少期には、既に現役を引退していた実父の憲一を相手に、ボール遊びや野球の練習をしていた。中野区立桃園第三小学校では世田谷タイガース、中野区立第九中学校では目黒西シニアに所属していた。
桐蔭学園高校への進学後は、1年夏の選手権神奈川大会でベンチ入りを果たし、投手として登板した。1年秋から外野手、2年秋からは遊撃手としてレギュラーの座を確保。茂木栄五郎らとクリーンアップを組んで臨んだ3年夏の神奈川県大会では、4回戦で茅ヶ崎西浜高校の古村徹、5回戦で川崎工科高校の青柳晃洋、準々決勝で武相高校の井口和朋に勝利。しかし、松井裕樹を擁する桐光学園高校との準決勝に、4-5で惜敗した。1学年後輩に山野辺翔、2学年後輩に齊藤大将がいる。
法政大学への進学後は、1年春から東京六大学野球のリーグ戦に出場すると、3年秋に正二塁手へ定着した。4年春にはリーグ2位の打率.390を記録。秋季には、打率.279、3本塁打という成績で、二塁手としてベストナインに選ばれた。在学中には、リーグ戦で通算59試合に出場。打率.267（176打数47安打）、4本塁打、20打点、10盗塁という成績を残した。1学年先輩に、石田健大がいる。
JX-ENEOSへの入社後は、1年目からレギュラーとして出場。第42回社会人野球日本選手権大会では、NTT西日本との初戦に敗れたものの、「9番・二塁手」として先発出場した。2年目の第88回都市対抗野球大会には、三菱日立パワーシステムズの補強選手として出場すると、JR西日本との準々決勝では満塁本塁打を記録。秋には、社会人日本代表の内野手として第28回BFAアジア選手権へ出場した。同期に塩見泰隆がいる。
2017年10月26日に行われたNPBドラフト会議では、読売ジャイアンツから6位指名を受け、契約金4000万円、年俸800万円（金額は推定）という条件で入団した。背番号は60。担当スカウトは井上真二。

### 巨人時代
2018年は、5月12日の対中日ドラゴンズ戦8回表から、中堅手として一軍公式戦に初出場を果たした。8月9日の対阪神タイガース戦（東京ドーム）では、秋山拓巳から左打席で初安打を放った。最終的に、一軍公式戦には通算で17試合に出場したが、この安打だけ（18打数1安打）でシーズンを終えた。オフに、80万円増の推定年俸880万円で契約を更改した。
2019年は、レギュラーシーズン開幕直後の4月7日に出場選手登録を果たすも、同月17日の広島東洋カープ戦で右腕に死球を受け2週間足らずで一軍登録を抹消された。一軍で二塁を守っていた選手達に故障や不振が相次いだことから、セ・パ交流戦直前の6月1日に再び登録されると、6月7日の対千葉ロッテマリーンズ戦（東京ドーム）では、一軍公式戦での初本塁打を二木康太から左打席で記録した。交流戦では17試合に出場すると、チームの規定打席到達者トップ（全12球団で11位タイ）の打率.333を記録。一時は、交流戦の打率.441でトップに立っていた。レギュラーシーズン終盤の9月上旬に出場選手登録を再び抹消されたが、一軍公式戦全体では77試合の出場で、打率.239ながら5本塁打を放ったほか、58試合で二塁、17試合で三塁、6試合で外野、2試合で一塁、1試合で遊撃を守るなどユーティリティープレイヤーとして活躍。チームがセントラル・リーグ優勝を経て臨んだポストシーズンでも、阪神とのクライマックスシリーズ ファイナルステージや日本シリーズに出場した。オフに、1020万円増の推定年俸1900万円で契約を更改。背番号が37に変更された。
2020年は、開幕一軍を逃したものの、開幕直後の6月25日に出場選手登録を果たす。7月18日に抹消されたものの、8月4日に再登録された後はシーズン終了まで一軍に帯同した。前年と同程度の76試合に出場したが、主に二塁に定着した吉川尚輝の台頭の影響もあり、先発機会は前年に比べ減少した。また20試合で二塁を守ったのに対し、43試合でレフトやライトに就くなど外野手としての出場機会が増加した。盗塁を6回試みて4回失敗するなど走塁面に課題を残した。日本シリーズでは、4戦目で「1番・右翼手」としてシリーズ初先発出場し二塁打から先制のホームを踏んだが、試合は直後に逆転されシリーズ敗退が決定した。オフに、300万円増の推定年俸2200万円で契約を更改した。
2021年は、オープン戦で打率、本塁打、打点でチームトップの記録を残し、開幕戦に「2番・二塁手」で先発出場した。3月27日の開幕2戦目で、走塁時に左太腿を負傷し途中交代したが、登録抹消はされず、同31日に代打として実戦復帰した。4月4日に新型コロナウイルス感染症の陽性判定が確認され、2021特例適用選手として出場選手登録を抹消された。最終的に、自己最多の96試合に出場し、打率.239、5本塁打、16打点を記録した。オフに、600万円増となる推定年俸2800万円で契約を更改した。
2022年は、キャンプ、オープン戦と一軍で過ごし、そのまま開幕一軍入り。4試合で先発出場するも、5月1日の試合前練習に参加後、登録抹消。その後は詳細がわからないまま、5月25日にファームで実戦復帰するも、その後再び実戦出場がないまま、6月2日に翌3日に右手血行障害の改善手術を受けることが判明。翌3日に同手術を受けたことを球団が発表した。一部報道では、手に痺れがあり登録抹消後、回復を目指し保存療法でリハビリを重ね、一時実践復帰も患部の状態が思わしくなかったため、手術に踏み切ったとされている。当初、実戦復帰まで4か月とされていたが、8月17日の午前中に行われた三軍・プロアマ交流戦で二塁手として先発出場、2回からは遊撃の守備に就くなど、6回まで試合に出場し、実戦復帰。当時一軍メンバーだった中山礼都が腰痛を訴え一軍から離脱することを受け、急遽一軍登録(当初の報道では、中山の抹消のみが伝えられていた)。結局一軍での実戦復帰は、8月20日の対阪神20回戦に「7番・遊撃手」で先発出場するまで見送られたが、それ以降はシーズン終了まで登録抹消されることなく一軍に帯同した。9月21日には、先発シューメーカーの代打で決勝点となる二塁ゴロを放ち、原監督から「ピンチヒッターでああいうバッティングをできると存在感がありますよね」と称賛された。オフには、300万円減の推定年俸2500万円で契約を更改した。
2023年は、キャンプを二軍で過ごし、開幕一軍を逃した。9月6日のヤクルト戦（神宮）で負傷（左太もも裏の肉離れ）し、シーズンを終えた。21試合出場、打率.125（16打数2安打）に終わった。11月28日、200万円減となる推定年俸2300万円で契約を更改した。

### 日本ハム時代
2024年3月11日、郡拓也とのトレードで北海道日本ハムファイターズへの移籍が発表された。背番号は49。3月16日の古巣・巨人との試合中に足に違和感を覚え、途中交代。復帰まで約4週間の左ハムストリングス肉離れと診断され、開幕までの復帰は絶望的となった。4月末に実戦復帰を果たしたが、5月頭に同箇所を再び痛め、長期離脱することになった。9月には再び実戦に復帰したが、同年は一軍出場なしに終わった。11月27日、500万円減となる推定年俸1800万円で契約を更改した。

## 選手としての特徴・人物
打撃でのパンチ力と勝負強さ、50mを5秒8で走る俊足、内・外野どこでも守れる守備の器用さを武器としている。
元々は右打ちであったが、父親の勧めで小学2年時から左打ちの練習を始め、両打ちとなった。
チーム内での愛称は「ワカ」、ファンからは自身が端正な顔立ちであることから「若様」と呼ばれている。
高校時代のチームメイト・茂木栄五郎とは仲が良く、互いを認め合う関係。巨人入団後の2019年6月6日には茂木が在籍する楽天戦でプロ初打点を挙げ、グラウンドで彼から「ナイスバッティング」と声をかけられている。

## 詳細情報

### 年度別打撃成績
| 年 度     | 球 団     | 試 合 | 打 席 | 打 数 | 得 点 | 安 打 | 二 塁 打 | 三 塁 打 | 本 塁 打 | 塁 打 | 打 点 | 盗 塁 | 盗 塁 死 | 犠 打 | 犠 飛 | 四 球 | 敬 遠 | 死 球 | 三 振 | 併 殺 打 | 打 率 | 出 塁 率 | 長 打 率 | O P S |
| --------- | --------- | ----- | ----- | ----- | ----- | ----- | -------- | -------- | -------- | ----- | ----- | ----- | -------- | ----- | ----- | ----- | ----- | ----- | ----- | -------- | ----- | -------- | -------- | ----- |
| 2018      | 巨人      | 17    | 19    | 18    | 2     | 1     | 0        | 0        | 0        | 1     | 0     | 0     | 0        | 0     | 0     | 1     | 0     | 0     | 6     | 0        | .056  | .105     | .056     | .161  |
| 2019      | 巨人      | 77    | 273   | 234   | 34    | 56    | 9        | 1        | 5        | 82    | 21    | 11    | 2        | 4     | 1     | 32    | 1     | 2     | 51    | 3        | .239  | .335     | .350     | .685  |
| 2020      | 巨人      | 76    | 159   | 146   | 22    | 36    | 6        | 1        | 2        | 50    | 14    | 2     | 4        | 3     | 1     | 8     | 0     | 1     | 32    | 6        | .247  | .288     | .342     | .631  |
| 2021      | 巨人      | 96    | 242   | 213   | 25    | 51    | 11       | 0        | 5        | 77    | 16    | 1     | 3        | 3     | 2     | 22    | 0     | 2     | 46    | 1        | .239  | .314     | .362     | .675  |
| 2022      | 巨人      | 43    | 91    | 80    | 3     | 16    | 3        | 0        | 0        | 19    | 8     | 0     | 1        | 3     | 1     | 7     | 0     | 0     | 24    | 4        | .200  | .261     | .238     | .499  |
| 2023      | 巨人      | 21    | 18    | 16    | 3     | 2     | 0        | 0        | 0        | 2     | 0     | 1     | 0        | 0     | 0     | 2     | 1     | 0     | 5     | 0        | .125  | .222     | .125     | .347  |
| 通算：6年 | 通算：6年 | 330   | 802   | 707   | 89    | 162   | 29       | 2        | 12       | 231   | 59    | 15    | 10       | 13    | 5     | 72    | 2     | 5     | 164   | 14       | .229  | .303     | .327     | .630  |

- 2024年度シーズン終了時

### 年度別守備成績
内野守備
| 年 度 | 球 団 | 一塁  | 一塁  | 一塁  | 一塁  | 一塁  | 一塁     | 二塁  | 二塁  | 二塁  | 二塁  | 二塁  | 二塁     | 三塁  | 三塁  | 三塁  | 三塁  | 三塁  | 三塁     | 遊撃  | 遊撃  | 遊撃  | 遊撃  | 遊撃  | 遊撃     |
| 年 度 | 球 団 | 試 合 | 刺 殺 | 補 殺 | 失 策 | 併 殺 | 守 備 率 | 試 合 | 刺 殺 | 補 殺 | 失 策 | 併 殺 | 守 備 率 | 試 合 | 刺 殺 | 補 殺 | 失 策 | 併 殺 | 守 備 率 | 試 合 | 刺 殺 | 補 殺 | 失 策 | 併 殺 | 守 備 率 |
| ----- | ----- | ----- | ----- | ----- | ----- | ----- | -------- | ----- | ----- | ----- | ----- | ----- | -------- | ----- | ----- | ----- | ----- | ----- | -------- | ----- | ----- | ----- | ----- | ----- | -------- |
| 2018  | 巨人  | -     | -     | -     | -     | -     | -        | 1     | 0     | 1     | 0     | 1     | 1.000    | -     | -     | -     | -     | -     | -        | 3     | 1     | 5     | 1     | 1     | .857     |
| 2019  | 巨人  | 2     | 1     | 0     | 0     | 0     | 1.000    | 58    | 123   | 141   | 9     | 26    | .967     | 17    | 6     | 20    | 0     | 3     | 1.000    | 1     | 0     | 1     | 0     | 0     | 1.000    |
| 2020  | 巨人  | 8     | 27    | 1     | 1     | 3     | .966     | 20    | 18    | 39    | 2     | 9     | .966     | 9     | 0     | 1     | 0     | 1     | 1.000    | 1     | 1     | 1     | 0     | 0     | 1.000    |
| 2021  | 巨人  | 25    | 31    | 8     | 0     | 4     | 1.000    | 43    | 55    | 86    | 2     | 16    | .986     | 4     | 0     | 2     | 0     | 0     | 1.000    | 19    | 25    | 36    | 3     | 7     | .953     |
| 2022  | 巨人  | 6     | 15    | 0     | 1     | 0     | .938     | 4     | 2     | 4     | 0     | 0     | 1.000    | 4     | 2     | 4     | 0     | 0     | 1.000    | 4     | 3     | 2     | 0     | 2     | 1.000    |
| 2023  | 巨人  | 3     | 5     | 0     | 0     | 0     | 1.000    | -     | -     | -     | -     | -     | -        | -     | -     | -     | -     | -     | -        | 1     | 1     | 1     | 0     | 0     | 1.000    |
| 通算  | 通算  | 44    | 79    | 9     | 2     | 7     | .978     | 126   | 198   | 271   | 13    | 52    | .973     | 34    | 8     | 27    | 0     | 4     | 1.000    | 29    | 31    | 46    | 4     | 10    | .951     |

外野守備
| 年 度 | 球 団 | 外野  | 外野  | 外野  | 外野  | 外野  | 外野     |
| 年 度 | 球 団 | 試 合 | 刺 殺 | 補 殺 | 失 策 | 併 殺 | 守 備 率 |
| ----- | ----- | ----- | ----- | ----- | ----- | ----- | -------- |
| 2018  | 巨人  | 2     | 0     | 0     | 0     | 0     | .---     |
| 2019  | 巨人  | 6     | 6     | 0     | 0     | 0     | 1.000    |
| 2020  | 巨人  | 43    | 34    | 0     | 0     | 0     | 1.000    |
| 2021  | 巨人  | 24    | 15    | 0     | 0     | 0     | 1.000    |
| 2022  | 巨人  | 21    | 19    | 1     | 0     | 0     | 1.000    |
| 2023  | 巨人  | 12    | 8     | 0     | 0     | 0     | 1.000    |
| 通算  | 通算  | 108   | 86    | 1     | 0     | 0     | 1.000    |

- 2024年度シーズン終了時

### 記録
初記録
- 初出場：2018年5月12日、対中日ドラゴンズ7回戦（東京ドーム）、8回表中堅手で出場
- 初打席：同上、8回裏にオネルキ・ガルシアから二飛
- 初先発出場：2018年8月8日、対阪神タイガース17回戦（東京ドーム）、「7番・遊撃手」で先発出場
- 初安打：2018年8月9日、対阪神タイガース18回戦（東京ドーム）、秋山拓巳から右前安打
- 初打点：2019年6月6日、対東北楽天ゴールデンイーグルス3回戦（楽天生命パーク宮城）、2回表に石橋良太から左前適時打
- 初本塁打：2019年6月7日、対千葉ロッテマリーンズ1回戦（東京ドーム）、4回裏に二木康太から右越2ラン[55]
- 初盗塁：2019年6月8日、対千葉ロッテマリーンズ2回戦（東京ドーム）、3回裏に二盗（投手・土肥星也、捕手・柿沼友哉）

### 背番号
- 60（2018年[9] - 2019年）
- 37（2020年[17] - 2024年3月10日）
- 49（2024年3月11日[44] - ）

### 登場曲
- 「BABY DON'T CRY」CHEHON（2018年）
- 「その日は必ず来る」DREAMS COME TRUE（2018年 - 2019年）
- 「交差点 feat. EXPRESS」BANTY FOOT（2019年途中 - ）
- 「僕のこと」Mrs. GREEN APPLE（2020年途中 - ）
- 「題名のない今日」平井大（2021年開幕 - ）
- 「MONEY feat. 青山テルマ, SALU」清水翔太（2021年開幕 - ）
- 「Hero」平井大（2021年途中 - ）
- 「Bolero」Def Tech（2022年 - ）